# Koriabo
Koriabo är en ort i regionen Barima-Waini i nordvästra Guyana. Orten hade 565 invånare vid folkräkningen 2012. Den är belägen cirka 68 kilometer sydost om Mabaruma.